# Johann Mentitsch
Johann Mentitsch (* 24. September 1801 in Wiederschwing; † 21. Mai 1851 in Klagenfurt) war ein österreichischer Gewerksdirektor und Politiker.

## Leben
Mentitsch war der Sohn des Vorsteher des von Pobeheim’schen Quecksilberbergbaues in Buchholzgraben, Martin Mentitsch und dessen Ehefrau Maria geborene Müller. Er war zunächst evangelischer A.B. und dann römisch-katholischer Konfession und heiratete Anna Perscha (* 1810; † 26. Januar 1868), Gewerkentochter aus Bleiberg. Aus der Ehe gingen eine Tochter und vier Söhne hervor.
Er wurde Graf Widmann’scher Gewerksdirektor in Paternion. Nachdem er ab 1843 in Pension gegangen war, wurde er Gutsbesitzer am Farchahof bei Klagenfurt.
Vom 17. Juli 1848 bis zu seinem Rücktritt am 8. August 1848 war er Abgeordneter im Provisorischen Kärntner Landtag. 